# As Is (альбом)
As Is — третий британский студийный альбом группы Manfred Mann, выпущенный 21 октября 1966 года лейблом Fontana Records. Альбом включает кавер-версию песни "Just Like a Woman" Боба Дилана (выпущенная в июле того же года в виде сингла, она достигла #10 в UK Singles Chart и стала одной из самых популярных песен группы).
По словам музыкального критика Роба Фланагана (англ. Rob Flanagan), «As Is продолжил поп-направление своего предшественника, при этом группа твёрдо отошла от своих первоначальных корней в стиле ртим-энд-блюз. Помимо «Just Like A Woman», основные моменты включали юмористическую дань похмелью под названием «Morning After The Party» и приятное исполнение джазового стандарта «Autumn Leaves»... Общее ощущение от альбома, что группа ищет новое направление... Тем не менее, есть отличная игра, особенно барабанщика Майка Хагга и самого Манфреда Манна, чей джазовый стиль помог придать группе высокий уровень».

## Список композиций

### сторона А
1. "Trouble and Tea" (D'Abo) 2:12
2. "A Now and Then Thing" (McGuiness) 2:44
3. "Each Other's Company" (Hugg) 2:56
4. "Box Office Draw" (D'Abo) 2:13
5. "Dealer, Dealer" (Hugg - Mann - Thomas) 3:17
6. "Morning After the Party" (Hugg) 2:34

### сторона Б
1. "Another Kind of Music" (Hugg - Mann) 2:32
2. "As Long as I Have Lovin'" (D'Abo) 2:44
3. "Autumn Leaves" (Kosma - Mercer) 1:56
4. "Superstitious Guy" (Hugg) 2:46
5. "You're My Girl" (Hugg - Mann - Thomas) 2:48
6. "Just Like a Woman" (Bob Dylan) 2:54

## Участники записи
- Манфред Манн – клавишные
- Майк Д'Або – вокал, фортепиано
- Том Макгиннесс – гитара
- Клаус Форман – бас-гитара, гитара, флейта, блокфлейта
- Дэйв Ричмонд – бас-гитара
- Майкл Хагг – ударные, вибрафон